# Jüdischer Friedhof (Appenheim)

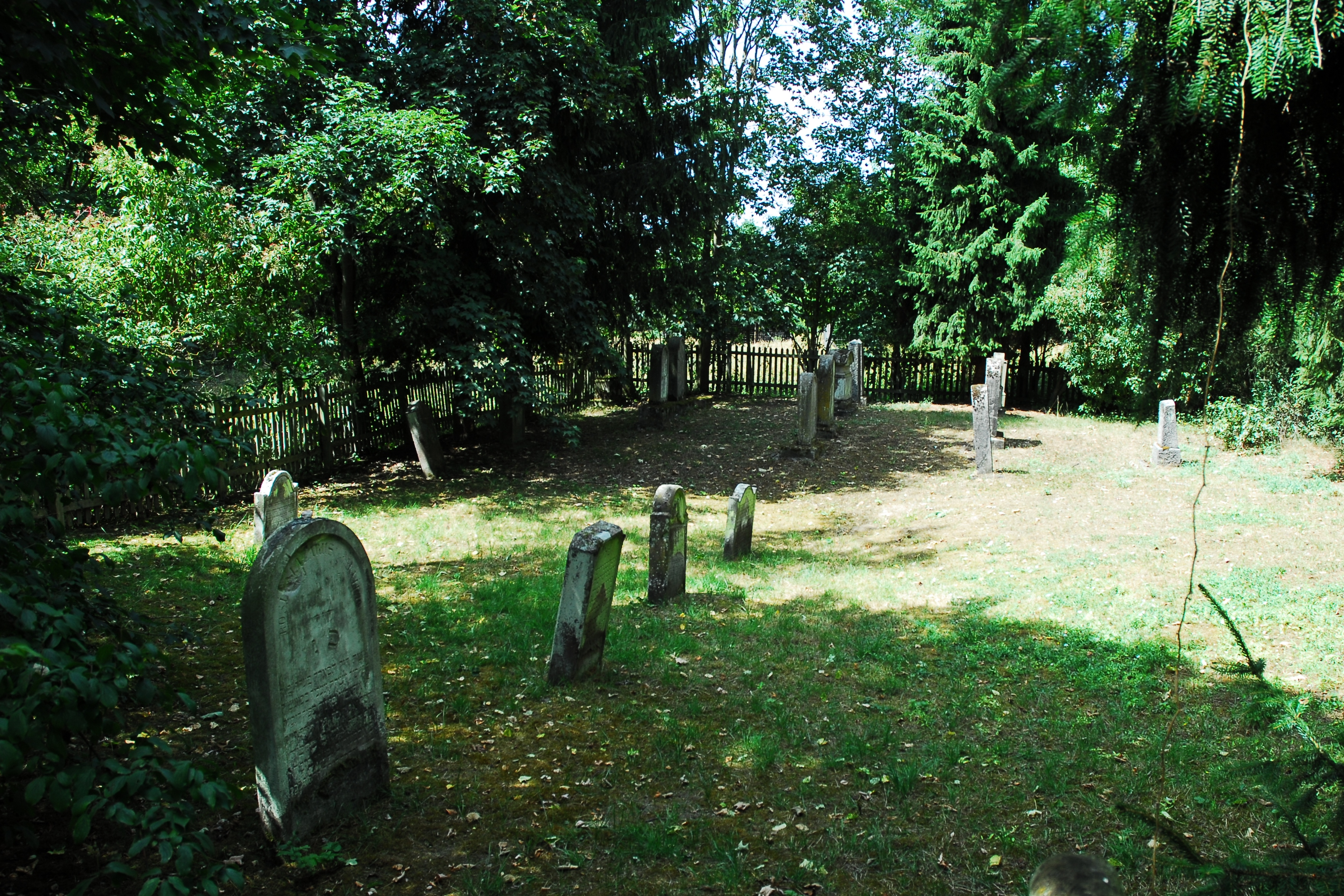
Jüdischer Friedhof in Appenheim

Der Jüdische Friedhof in Appenheim, einer Ortsgemeinde im Landkreis Mainz-Bingen in Rheinland-Pfalz, wurde  Mitte des 19. Jahrhunderts angelegt. Der jüdische Friedhof liegt nördlich von Appenheim am Welzbach. Er ist ein geschütztes Kulturdenkmal.
Der Friedhof wurde bis 1940 belegt. Es befinden sich noch 22 Grabsteine von 1847 bis 1933 auf dem Friedhof.